# Hjalmar Jeppsson
Hjalmar Jeppsson, född 28 oktober 1888 i Sövestads församling, Malmöhus län, död 1951, var en svensk byggnadsingenjör.
Jeppsson, som var son till snickaren Isak Jeppsson och Johanna Andersdotter, avlade avgångsexamen vid Malmö tekniska elementarskola 1908. Han var konstruktör och arbetschef vid AB Skånska Cementgjuteriet i Malmö 1908–1916, arbetschef vid AB Armerad Betong i Malmö 1916–1946 och överingenjör där från 1946. Han var ledamot av styrelserna för Svenska byggnadsindustriförbundet, Malmö byggmästareförening och AB Armerad Betong.